# Mandopop na Tajwanie
Mandopop na Tajwanie – mandopop (華語流行音樂), jest to skrócona nazwa oznaczającą mandaryńską muzykę popularną. Termin ten ma na celu odróżnienie muzyki śpiewanej w języku mandaryńskim, od cantopopu oraz taipopu, które to są wykonywane odpowiednio po kantońsku i w tajwańskim dialekcie hokkien (福建話). Oba te gatunki są także nazywane gang-tai pop dla pokazania kontrastu pomiędzy między mandopopem, a popem wykonywanym w innym dialekcie.

## Historia

### Lata 1920. – początki w Szanghaju
Miejscem, z którego muzyka popularna rozpoczęła rozpowszechnianie się w Chinach był Szanghaj. Miasto to na początku XX wieku było ikoną nowoczesności, w latach 30. ludność miasta przekroczyła 3 miliony. To w Szanghaju na początku lat 20. rozpoczęły działalność pierwsze kluby jazzowe, a połowie lat 30. operowało ich już ponad trzysta. Ważnym czynnikiem w rozwoju zachodniej muzyki w Szanghaju stała się imigracja wielu narodowości. Liczni obcokrajowcy, zarówno z Europy, jak i Azji przybywali i rozpowszechniali swój rodzaj muzyki popularnej.
W tym okresie rozpoczęły działanie także wytwórnie tworzące muzykę na skalę masową. Na początku XX wieku produkowano w Chinach 2,7 milionów nagrań, a liczba ta w 1932 roku wzrosła do ponad 5 milionów.

### Szanghajska muzyka popularna –shidaiqu
W wielokulturowym i nowoczesnym Szanghaju zrodził się także pierwszy rodzimy gatunek muzyki popularnej shidaiqu (時代曲), czyli „muzyka współczesna”, która powstała już w latach 20., a największą popularność osiągnęła w latach 40. Po przejęciu władzy przez komunistów, cały przemysł przeniósł się do Hongkongu, gdzie muzyka z Szanghaju przetrwała jeszcze jakiś czas, a następnie została wyparta przez cantopop.
Shidaiqu charakteryzuje połączenie tradycyjnych elementów chińskich pieśni ludowych śpiewanych w tradycyjnej skali pentatonicznej, chińskich instrumentów oraz różnych instrumentów zachodnich takich jak trąbka, klarnet, skrzypce oraz pianino i perkusja. Różne kombinacje tych instrumentów dawały niepowtarzalne brzmienie wyróżniającą muzykę szanghajską jako osobny gatunek. Teksty piosenek były niezwykle wyrafinowaną poezją, bardzo często o tematyce miłosnej. Za pierwszego twórcę shidaiqu uważa się Li Jinhui (黎錦暉), który rozpoczął swoją karierę we wczesnym latach 20. tworząc musicale dla dzieci.

### Hongkong
Po ustanowieniu Chińskiej Republiki Ludowej na kontynencie, część twórców szanghajskiej muzyki popularnej przeniosła się do Hongkongu i tam tworzyła. Jednak nie wszyscy zdecydowali się na opuszczenie Chin przez co oderwane od korzeni shidaiqu zaczęło się drastycznie zmieniać. W Hongkongu popularne stały się adaptacje piosenek amerykańskich, których elementy zaczęły wypierać elementów folkowe.
W latach 70. w Hongkongu rozpoczęto budowę własnego przemysłu muzycznego, tym razem śpiewanego w lokalnym dialekcie kantońskim. Połączenie muzyki o lekko rockowym zabarwieniu i katońskiego delikatnego śpiewu dało początek cantopopowi, który szybko uzyskał przewagę nad muzyką wykonywaną po mandaryńsku.

### Rozwój mandopopu na Tajwanie
Tajwan jako kolonia holenderska miał już styczność z zachodnią muzyką od XVII wieku. Misjonarze zakładali liczne szkoły na Tajwanie i nauczali tam także muzyki. W czasach okupacji japońskiej (1895-1945) nauki zachodnie nauki zostały wzbogacone o elementy japońskie. Już w latach 30. taipop wykonywany w lokalnym dialekcie hokkien zyskał olbrzymią popularność na wyspie. Tajwański pop w swym brzmieniu zbliżony jest do japońskiej muzyki enka (演歌).
Choć po 1949 roku wraz z ucieczką na Tajwan władz Kuomintangu przejął on cały chiński przemysł, a także kulturę popularną, to jeszcze przez 20 lat głównym ośrodkiem skupiającym artystów śpiewających po mandaryńsku był Hongkong. Na Tajwanie wciąż królował lokalny pop. W latach 70. KMT wprowadziło zakaz używania lokalnego języka w piosenkach.

### Piosenki kampusowe
W latach 70. na Tajwanie popularność zyskały „piosenki kampusowe”, które miały na celu identyfikację młodzieży tajwańskiej. Choć miała ona na celu przeciwstawienie się westernizacji to przypominały one amerykańskie piosenki folkowe w brzmieniu i w użytych instrumentach takich jak gitara akustyczna, flet, czy skrzypce. Firma Sony ustanowiła nawet Golden Melody Award w 1977, by wyłapywać najbardziej uzdolnionych piosenkarzy oraz pisarzy tekstów z uniwersytetów. Popularność młodych twórców tajwańskich otworzyła wrota do sukcesu tajwańskiej branży muzycznej. Jednym z popularnych twórców tego nurtu był Luo Daoyu, student medycyny, który stał się twórcą tekstów oraz piosenkarzem, który w swoich utworach krytykował realia życia Tajwańczyków na początku lat 80..
Niezwykle ważna ikoną dla popularyzacji tajwańskiego mandopopu poza granicami kraju w tamtym okresie była Teresa Teng (鄧麗君). Rozpoczęła ona karierę w młodym wieku. Sukces na Tajwanie oraz w Hongkongu osiągnęła po występie w 1968 roku w jednym z muzycznych programów telewizyjnych. W 1973 podążyła za karierą do Japonii, gdzie również odniosła wielki sukces. Popularność Teresy Teng dotarła także do Chińskiej Republiki Ludowej, gdzie ówcześnie muzyka popularna uważana była za „burżuazyjną”, a zatem zabraniano jej emisji w mediach. Pomimo to ludzie własnymi sposobami dostawali jej nagrania i kochali jej piękne, romantyczne ballady. Po zakończeniu rewolucji kulturalnej nastąpił boom na muzykę popularną z Tajwanu i Hongkongu. Popularność mandopopu zaczęła dominować w wielu krajach Azji, a artyści tacy Teresa Teng śpiewali swoje piosenki nie tylko po mandaryńsku, ale też po japońsku i kantońsku.

### Lata 90.
Zniesienie stanu wojennego na Tajwanie podziałało sprzyjająco na rozwój rynku muzycznego na wyspie. Wolność mediów i dynamiczny rozwój pozwolił na rozwój tajwańskiej muzyki taipop. Mandopop zaczął zdobywać popularność wśród chińskojęzycznej populacji Azji, którego produkcja skupiała się wokół dwóch ośrodków: Hongkongu i Tajwanu. Oba te rynki charakteryzowały się odmiennymi cechami, jednocześnie się dopełniając. Hongkong był utożsamiany z produkcją filmową, zatem wielu muzyków, także tych z Tajwanu, zostawało gwiazdami filmowymi. Bardzo często także wypożyczano tajwańskich twórców tekstów. Niejednokrotnie również hongkońscy artyści robili karierę w Republice Chińskiej. Gdy w 1997 roku Hongkong powrócił do Chińskiej Republiki Ludowej Tajwan zaczął szukać inspiracji w japońskim j-popie. Obecnie za sprawą hallyu (韓流), czyli koreańskiej fali zainteresowanie przenosi się na koreańską muzykę popularną. Lata 90. to także wielki wzrost sprzedaży płyt na Tajwanie, kiedy to gwiazdy takie tak Hongkończyk Jacky Cheung (張學友) oraz piosenkarka A-Mei (阿妹) osiągali milionowe nakłady swoich albumów.

## Współczesny Mandopop

### Wytwórnie muzyczne
Wielkie, uznane na świecie wytwórnie takie jak BMG, Sony, EMI czy Warner zaczęły zakładać na Tajwanie swoje oddziały już w latach 90. Nie tylko importowały one zachodnią muzykę na wyspę, ale też wykorzystując potencjał tajwańskiego rynku współpracowały one z mniejszymi lokalnymi firmami w celu popularyzowania chińskiego popu. Znamienne było także to, że poprzez różne oddziały w trzech najważniejszych chińskojęzycznych ośrodkach tworzyły one połączenie pomiędzy Chinami, Hongkongiem, a Tajwanem. Obecnie także azjatyckie wytwórnie liczą się na rynku, na przykład Avex Tawian oraz Gold Typhoon.

### Kultura idoli
Tajwańska popkultura opiera się podobnie jak japońska na zjawisku idoli (z jap. aidoru(アイドル) w języku chińskim nazywanych ǒuxiàng (偶像), która polega na promowaniu gwiazd na wielu płaszczyznach jednocześnie. Wszystkie media wykorzystują wizerunki gwiazd dla zdobycia odbiorców podsycając tym samym ich popularność. Piosenkarze pomiędzy nagrywaniem piosenek i graniem koncertów grają w serialach telewizyjnych, reklamach, udzielają się w radiu, występują w programach telewizyjnych, a ich twarze zdobią okładki wielu czasopism. Cały przemysł medialny dostosowany jest do idoli. Przykładowo, często rozróżnienia się seriale telewizyjne, nazywane w Azji dramami (台灣電視劇), jest na te, w których grają gwiazdy przemysłu rozrywkowego(偶像劇) i te w których ich nie ma.
Innym ważnym elementem w zapełnianiu rynku idoli na Tajwanie, jak i na całym świecie, są obecnie programy typu talent show. Programy takie jak One Million Star (超級星光大道) czy Super Idol (超级偶像) mają na celu wyłapywanie obiecujących piosenkarzy i promowanie ich kariery. Jednym z pierwszych zwycięzców talent show był William Wei Li-an (韋禮安), którego osoba wiąże się także z innym terminem: quality idol  (優質偶像), które określa gwiazdy, które nie tylko dobrze się prezentują, ale też są utalentowane, dobrze wyedukowane i wszechstronne. Innym przedstawicielem quality idol jest Wang Leehom (王力宏), który jest niezwykle popularnym na całym świecie piosenkarzem i muzykiem znanym z eksperymentowania stylem, a ponadto reżyserem, aktorem, producentem muzycznym i kompozytorem.

### Popularni artyści na Tajwanie
W kulturze idoli nie brakuje gwiazd jednego sezonu, które pojawiają się i znikają, ale te które zyskują największą sławę pozostają na scenie przez wiele lat sprzedając setki tysięcy płyt rocznie. Show Luo (羅志祥) okupuje pierwsze miejsce pod względem ilości sprzedanych albumów kolejno trzema swoimi nagraniami od 2010 do 2013 roku.
Jedną z największych gwiazd Tajwanu jest niewątpliwie Jay Chou (周杰倫), który zadebiutował w 2000 roku albumem Jay i z każdym kolejnym zyskiwał coraz większą sławę. Znany jest z nietypowego wymawiania słów i rezygnacji z chińskiej artykulacji słów i choć początkowo było to różnie postrzegane to ostatecznie inni artyści zaczęli naśladować ten unikatowy styl.
Wśród piosenkarek popularność zdobyła między innymi Jolin Tsai (蔡依林), która zadebiutowała w 1999 roku albumem Jolin1019, który sprzedał się w ilości 400 tysięcy sztuk w Azji. Początkowo agencja stworzyła jej wizerunek „dziewczyny z sąsiedztwa” (girl-next-door), dzięki któremu zdobyła popularność, by potem odrodzić się jako seksowna tancerka, która zamienia swoje koncerty w show taneczne, na których prezentuje wiele różnych kreacji i stylizacji. Jej album MUSE wydany po dwuletniej przerwie zdobył trzecie miejsce w rocznym zestawieniu sprzedaży za Show Luo i rockowym zespołem Mayday a przed Jay Chou.
Innym rodzajem gwiazd popularnych na Tajwanie, jak i w Japonii czy Korei są boysbandy i girlsbandy. Ich członkowie pracują przy wielu różnych projektach jako zespół, ale też rozwijają solowe kariery, na przykład grając w dramach. Wśród boysbandów najpopularniejszy jest Fahrenheit, a z girlsbandów S.H.E.